# Денисенко, Анатолий Петрович
Анатолий Петрович Денисенко (укр. Анатолій Петрович Денисенко; род. 10 марта 1971, Харьков) — украинский политик и государственный деятель. Народный депутат Верховной Рады Украины VII и VIII созывов.